# Azteca velox
Azteca velox är en myrart som beskrevs av Auguste-Henri Forel 1899. Azteca velox ingår i släktet Azteca och familjen myror.

## Underarter
Arten delas in i följande underarter:
- A. v. nigra
- A. v. nigriventris
- A. v. rectinota
- A. v. rochai
- A. v. velox

## Bildgalleri

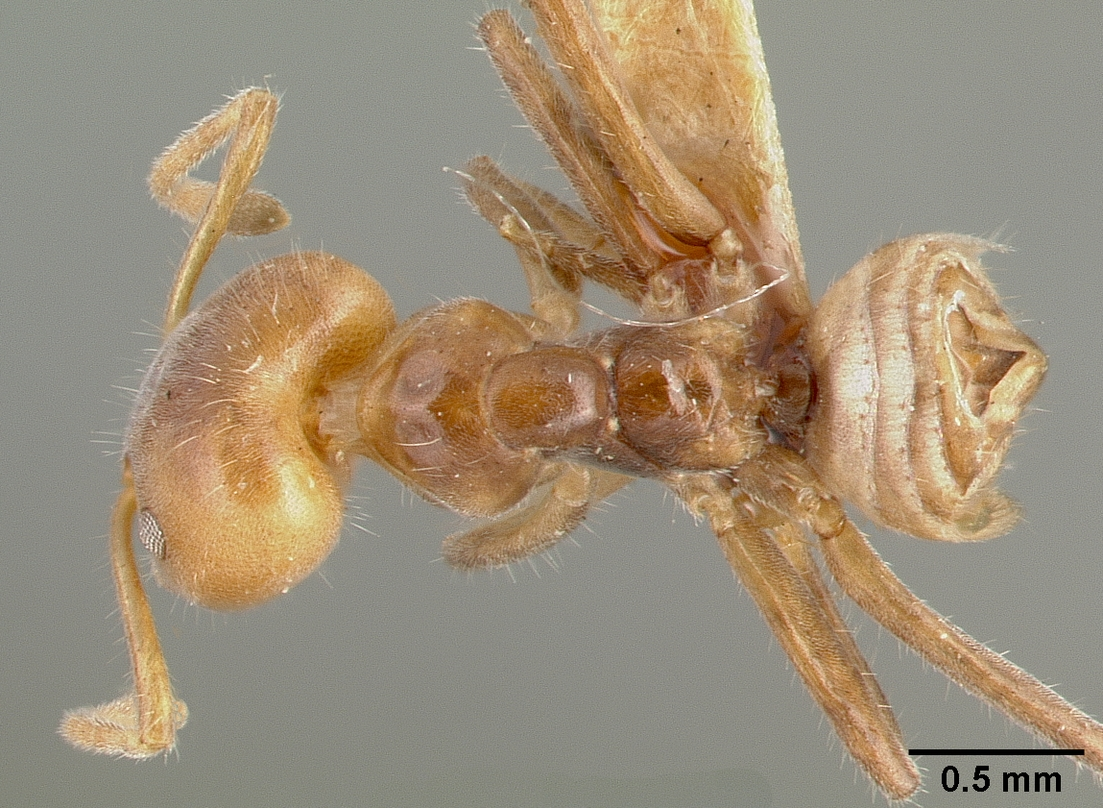
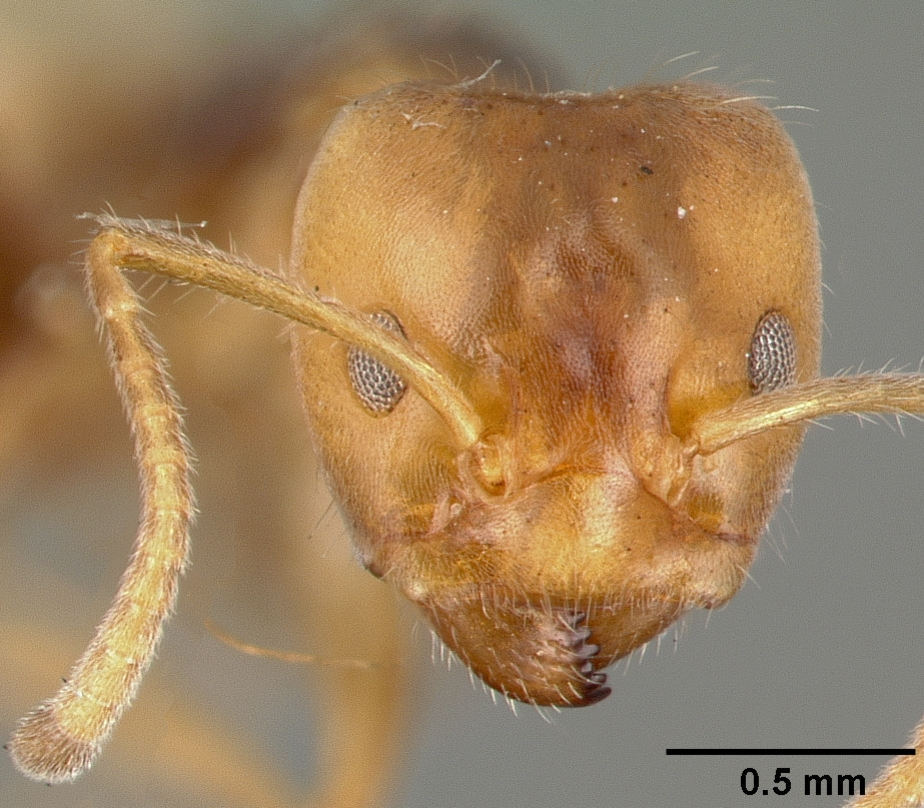
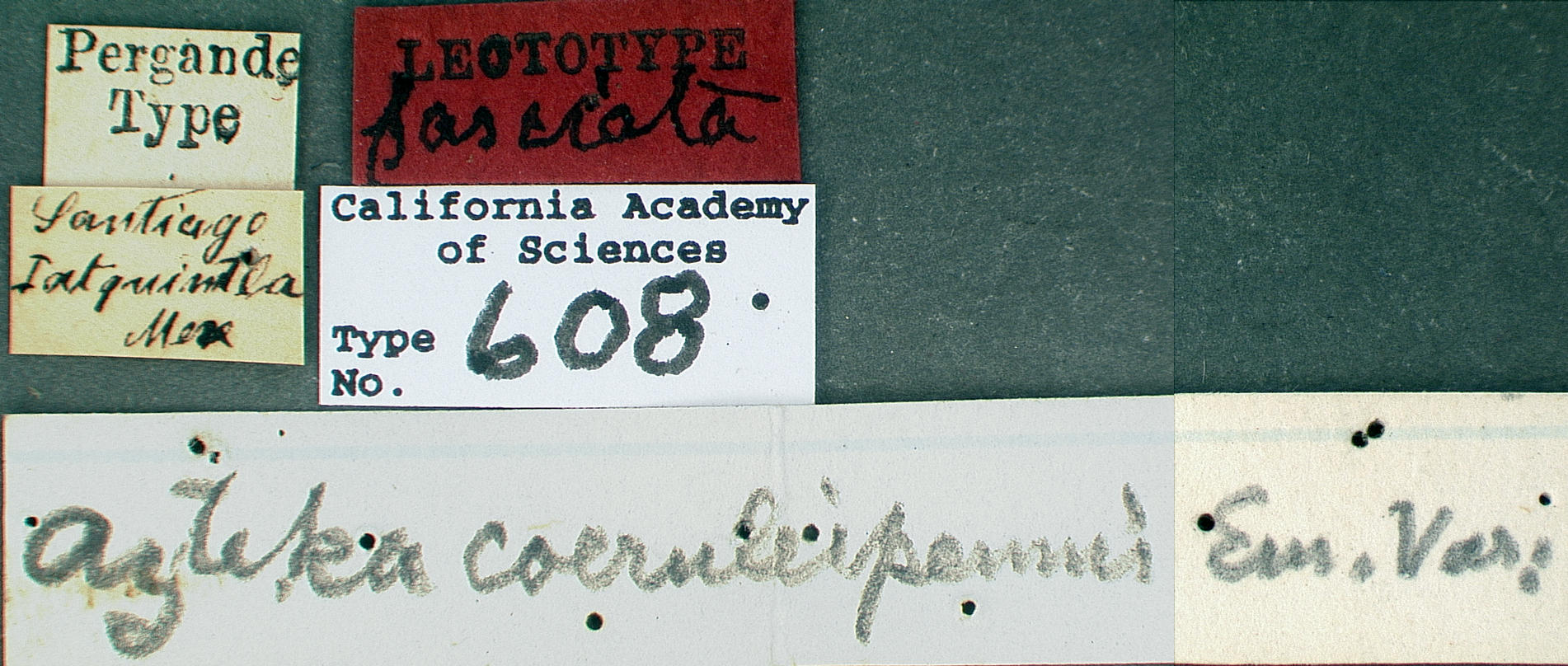
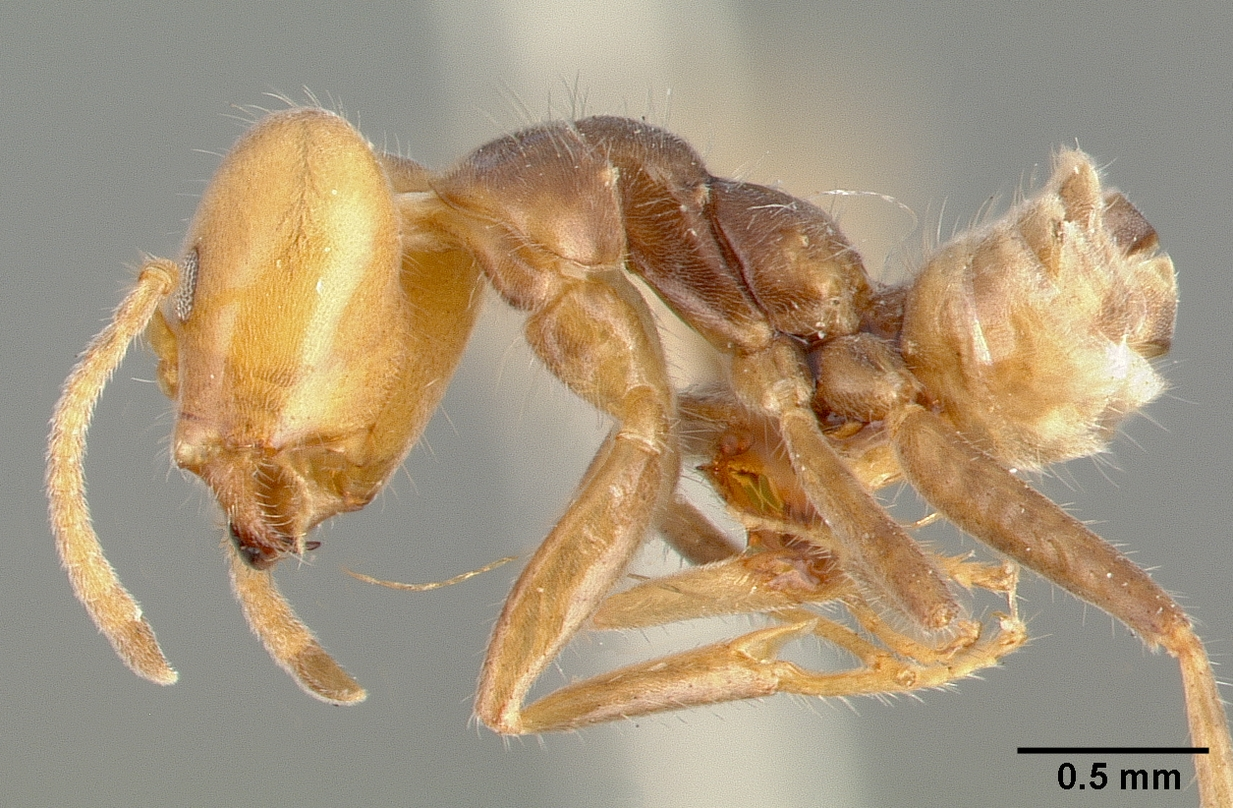